# Тесалийско въстание (1600)
Вижте пояснителната страница за други значения на въстание в Тесалия.
Тесалийскато въстание е православно въстание срещу Османската империя в Санджак Трикала в периода 1600/01 г., което е предвождано от митрополита на Лариса Дионисий Философ.
Дионисий слага началото на заверата през 1598 г. изпращайки един свой доверен монах от Янина във Венецианската република, който да поиска боеприпаси и оръжие от император Рудолф II, крал Филип III на Испания и папа Климент VIII за подготвяното надигане. В предходните години избухват цяла поредица такива организирани въстания в Банат, Химара и Херцеговина, последвани от Първо търновско въстание.
През 1599 г. или началото на 1600 г. православни християни от Епир, Македония и Тесалия уведомяват папата чрез кореспонденция, че са готови да умрат за християнството и го уверяват в готовността на народа да се подигне срещу Османската империя, за да се спаси от „безмилостния тиранин“, но е необходима помощта на християнския свят за успеха на това начинание. Въпреки че мисията при Светия престол се проваля, Дионисий Философ е упорит и започва да налага поголовен данък под формата на църковен налог, и под претекст че сумата е трябвало да бъде предадена на православната Вселенска патриаршия.
Въстанието избухва през есента на 1600 г., но е бързо потушено, а участниците плащат висока цена с тежки отплати за действията си. Много селяни и свещеници са екзекутирани, включително епископ Серафим на Фанари (който по-късно е обявен за новомъченик).